# Джахангир-ходжа

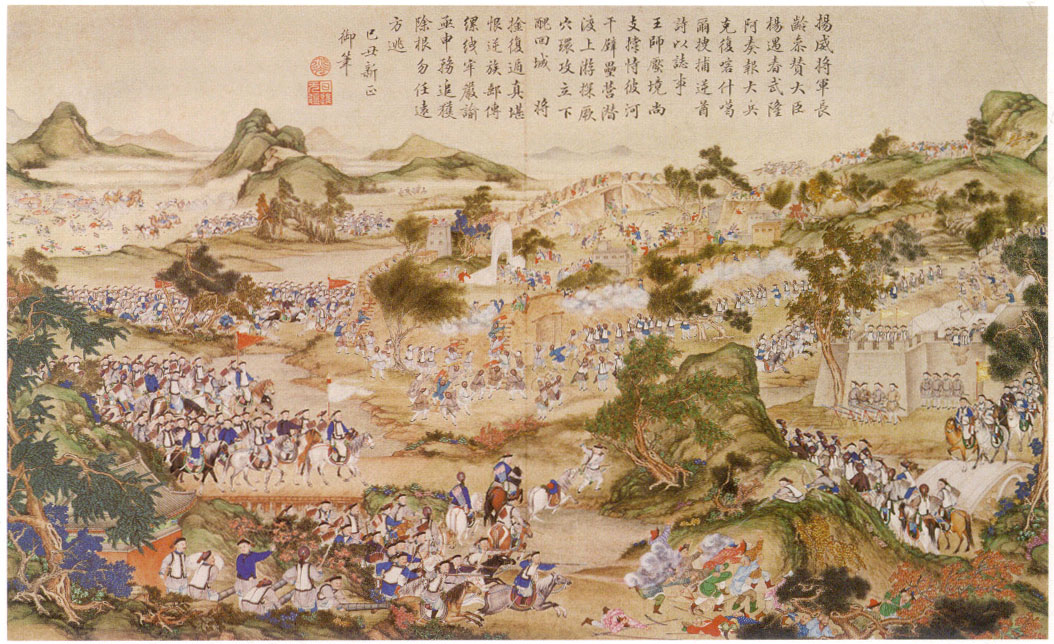
Пленение Джахангира на горе Хартагай (1828)

Джахангир-ходжа, Джангир-ходжа (уйг. جاھانگىر خوجا, Jahangir hodja, Җаһангир Хоҗа‎) - один из лидеров национально-освободительной борьбы коренного населения Восточного Туркестана начала XIX века. Сын Самсак-ходжи, из рода кашгарских ходжей-белогорцев, бывших правителей Кашгарии. По происхождению из рода ходжей, потомков Ахмада ал-Касани Махдуми Азам (Махтуми Азам, 1461-1542). Возглавил восстание уйгуров Кашгарии против Цинской династии в период 1820-1828 гг. Его войска, состоящие из кашгарцев, кокандцев, киргизов, нанесли ряд поражений цинским войскам, и около года контролировали главный город Восточного Туркестана - Кашгар. Впоследствии цинским войскам удалось нанести поражение восставшим, а сам Джангир-ходжа был схвачен и отправлен в Пекин, где был казнен.